# Costa Rica aux Jeux olympiques d'hiver de 2002
Le Costa Rica participe aux Jeux olympiques d'hiver de 2002 à Salt Lake City, ce qui représente leur cinquième participation à des Jeux d'hiver.

## Athlètes engagés
Arturo Kinch âgé de 45 ans, seul athlète représentant le Costa Rica durant ces Jeux participe à deux épreuves de ski de fond (sprint et 20 km poursuite).